# Studio DVA
Divadlo Studio DVA je činoherní a hudební divadlo v Praze, v Paláci Fénix na Václavském náměstí. Vzniklo po rekonstrukci v roce 2013 a sál má přes 600 míst.

## O divadle
Repertoár divadla Studio DVA tvoří kromě autorských her Patrika Hartla, také představení vytvořená ve spolupráci s jinými českými režiséry. Partnery divadla, kteří zde mají svou stálou pražskou scénu, jsou brněnské Divadlo Bolka Polívky a bratislavské Štúdio L+S.
V divadle se konají nejen činoherní představení, ale také jsou zde ke zhlédnutí různé hudební projekty a pořádají se zde koncerty sólistů a kapel (Szidi Tobias, Dan Bárta a Robert Balzar Trio, Aneta Langerová, Radka Fišarová, Monika Absolonová atd.). Od roku 2004 je organizátorem populární divadelní přehlídky Metropolitního léta hereckých osobností, která se koná na Letní scéně Vyšehrad a na nádvoří středověké Tvrze Divice na Lounsku. Studio DVA spolupracuje také s Karlem Rodenem na jeho akci Jazz u Rodena, které jsou pravidelně pořádány na hercově zámku Skrýšov.
V říjnu 2018 otevřelo v Praze Malou scénu divadla Studio DVA v ulici Na Perštýně 6 v domě U Modrého kola. Sál má kapacitu 200 míst.
Ve spolupráci se Štúdiem L+S a divadlem GUnaGu uvádí v rámci cyklu Slovenské hvězdy to nejlepší od našich východních sousedů. Mezi slovenské osobnosti, které hrají na jevišti divadla Studio DVA a jeho Malé scény, patří mimo jiné Milan Lasica, Emília Vášáryová, Zuzana Kronerová a Milan Kňažko.

### Výběr z repertoáru
Studio DVA divadlo
- 4 sestry (autor a režie: Patrik Hartl)
- Bond / Medea (autoři a režie: Cabani)
- CELEBRITY (autor: Ondřej Sokol)
- Děvčátko – Vánoční příběh (scénář a režie: Šimon Caban)
- Do čtveřice – talk show
- Duety (režie: Jakub Nvota)
- EVITA (režie: Ondřej Sokol)
- Funny Girl (režie: Ondřej Sokol)
- Hello, Dolly! (režie: Ondřej Sokol)
- Hlava v písku (autor a režie: Patrik Hartl)
- Hvězda (autor a režie: Patrik Hartl)
- Klára a Bára (autor a režie: Patrik Hartl)
- Kutloch aneb I muži mají své dny (režie: Jan Jirků)
- Líbánky na Jadranu (autor a režie: Patrik Hartl)
- Malý princ (režie: Šimon Caban)
- Misery (režie: Ondřej Sokol)
- Moje tango (režie: Šimon Caban)
- Na fašírky mi nesiahaj (režie: Peter Mikulík)
- Odpočívej ve svém pokoji (režie: Miroslav Hanuš)
- Opačné pohlaví (režie: Adam Kraus)
- Poprask na laguně (režie: Milan Schejbal)
- Půldruhé hodiny zpoždění (režie: Patrik Hartl)
- Sex pro pokročilé (režie: Darina Abrahámová)
- Slavík a růže (režie: Adam Kraus)
- SMOLÍKOVI (režie: Miroslav Hanuš)
- Soukromý skandál (autor a režie: Patrik Hartl)
- Šíleně smutná princezna (režie a divadelní adaptace: Šimon Caban)
- Tajomné variácie (režie: Valentin Kozmenko-Delinde)
- Vánoční koleda (režie a scénář: Ondřej Sokol)
- Věra (režie: Alice Nellis)
- Vše o mužích (režie: Jana Janěková)
- Vše o ženách (režie: Jana Janěková)
- Vysavač (autor a režie: Patrik Hartl)
- Zdravý nemocný (režie: Jakub Maceček)

Malá scéna
- Hovory o štěstí mezi čtyřma očima (autor a režie: Patrik Hartl)
- Madame Rubinstein (režie: Petr Svojtka)
- O lásce (režie: Adam Kraus)
- Otevřené manželství (režie: Patrik Hartl)
- Vzpomínky zůstanou (Viktor Polesný)
- Ženy přežijí (režie a dramaturgie: Darina Abrahámová)

Divadlo Bolka Polívky
- DNA (autor a režie: Bolek Polívka)
- Horská dráha (režie: Petr Halberstadt)
- Klíště (autor a režie: Bolek Polívka)
- Mínus dva (režie: Juraj Nvota)
- Rebelky (režie: Antonín Procházka)
- Šašek a syn (autor a režie: Bolek Polívka)
- Šest tanečních hodin v šesti týdnech (režie: Zdeněk Dušek)

Štúdio L+S
- Ani za milión!
- Iluzionisti
- Kumšt
- Listy Emilovi
- Malé manželské zločiny
- Rybárik kráľovský
- Skaza Titaniku
- Tri grácie z umakartu
- Život na trikrát

divadlo GUnaGU
- Herečky (miluj blížneho svojho)
- Horúce leto 68 (ako sme utekali)
- Láska & terpentín
- Muži sa minuli (Dáša, Rút & Sisa)
- Odvrátená strana mesiaca